# Dana Williams
Dana Williams (28 luglio 1975) è un ex sciatore alpino canadese.

## Biografia
Williams, specialista delle prove veloci originario di Whistler, in Nor-Am Cup conquistò l'ultima vittoria il 14 gennaio 1997 a Sugarloaf in discesa libera e l'ultimo podio il giorno successivo nelle medesime località e specialità (3º); in Coppa del Mondo disputò due gare, le discese libere di Beaver Creek del 4 e 5 dicembre 1997, classificandosi rispettivamente al 54º e al 47º posto. Prese per l'ultima volta il via in Nor-Am Cup il 26 febbraio 2000 a Snowbasin ancora in discesa libera (14º) e si ritirò durante la stagione 2000-2001: la sua ultima gara fu una discesa libera FIS disputata il 4 febbraio ad Apex. Non prese parte a rassegne olimpiche o iridate.

## Palmarès

### Nor-Am Cup
- 3 podi (dati dalla stagione 1994-1995):
  - 1 vittoria
  - 2 terzi posti

#### Nor-Am Cup - vittorie
| Data            | Località  | Paese       | Specialità |
| --------------- | --------- | ----------- | ---------- |
| 14 gennaio 1997 | Sugarloaf | Stati Uniti | DH         |

Legenda:

DH = discesa libera